# Song Joong-ki
Đây là một tên người Triều Tiên, họ là Song.
Song Joong-ki (Hangul: 송중기; sinh ngày 19 tháng 9 năm 1985) là một nam diễn viên người Hàn Quốc. Anh nổi danh từ bộ phim truyền hình Sungkyunkwan Scandal (2010) và chương trình giải trí Running Man với vai trò là một thành viên cố định ban đầu. Kể từ đó, anh đã tham gia vào các bộ phim truyền hình như Chàng trai tốt bụng (2012), Hậu duệ Mặt Trời (2016), Biên niên sử Arthdal (2019), Vincenzo (2021) và Cậu út nhà tài phiệt (2022), cũng như các bộ phim điện ảnh Cậu bé người sói (2012), Đảo địa ngục (2017) và Con tàu Chiến Thắng (2021).
Song Joong-ki là nam diễn viên truyền hình của năm theo Gallup Korea vào năm 2012, và năm 2017. Anh lần đầu tiên xuất hiện trong danh sách người nổi tiếng quyền lực nhất Hàn Quốc của Forbes Korea vào năm 2013 với vị trí số 7, và sau đó đứng ở vị trí số 2 vào năm 2017 và số 7 vào năm 2018. Thành công từ các tác phẩm của anh trên phạm vi quốc tế đã đưa anh trở thành một ngôi sao Hallyu hàng đầu, và là một trong những diễn viên có thu nhập cao nhất tại Hàn Quốc.

## Tiểu sử
Song Joong-ki sinh ngày 19 tháng 9 năm 1985 và lớn lên ở vùng nông thôn ngoại ô của Daejeon. Anh là con thứ trong gia đình có 3 anh chị em, anh trai sinh năm 1983 và em gái sinh năm 1992. Anh từng là một vận động viên trượt băng tốc độ cự ly ngắn, và 3 lần đại diện cho thành phố quê hương Daejeon của anh tham dự giải trượt băng tốc độ quốc gia (anh từng đảm nhận vai vận động viên trượt băng tốc độ quốc gia trong bộ phim truyền hình Triple). Tuy nhiên, anh đã phải từ bỏ môn thể thao này sau khi gặp phải sự cố chấn thương ở đầu gối trong năm đầu tiên ở trường trung học. Gác lại giấc mơ vận động viên, Song Joong-ki sau đó hoàn toàn tập trung vào việc học và điểm số của anh đã được cải thiện đáng kể, thậm chí đạt được điểm cao nhất cho tất cả các môn học của mình. Anh đã đạt được nhiều thành tích xuất sắc trong suốt quá trình học tại trường trung học và đạt được 380 điểm trong số 400 điểm cho kỳ thi tuyển sinh đại học quốc gia, được nhận vào trường Đại học Sungkyunkwan danh tiếng. Khi chuẩn bị cho bài kiểm tra kỳ thi tuyển sinh ở Seoul, anh đã được tuyển chọn trên tàu điện ngầm bởi một nhân viên của một công ty nhưng không lập tức nhận lời vì anh vẫn còn mơ hồ về con đường sự nghiệp của mình, và cũng vì ban đầu cha anh đã phản đối việc anh trở thành một diễn viên. Anh tiếp tục học sau khi quyết định tham gia vào ngành giải trí trong năm thứ ba đại học, cuối cùng tốt nghiệp ngành quản trị kinh doanh và văn bằng hai là phát thanh truyền hình vào năm 2012.
Song Joong-ki xuất hiện lần đầu tiên trên truyền hình với tư cách thí sinh trên chương trình Quiz Korea của KBS, thay thế cho một đàn anh bị ốm, và đạt vị trí số 2 ở vòng chung kết. Điều này mang lại cho anh sự chú ý và trở thành người mẫu trang bìa tạp chí College dành cho sinh viên.

## Sự nghiệp

### 2008–2011: Khởi đầu và đột phá
Song Joong-ki xuất hiện lần đầu trong bộ phim cổ trang Sương Hoa điếm, được phát hành vào tháng 12 năm 2008. Một năm sau đó, anh xuất hiện trong phân đoạn hoán đổi cặp đôi "Believe in the Moment" của Five Senses of Eros và tiếp tục đảm nhận những vai nhỏ nhưng nổi bật trong Triple và Giáng sinh tuyết có rơi?.

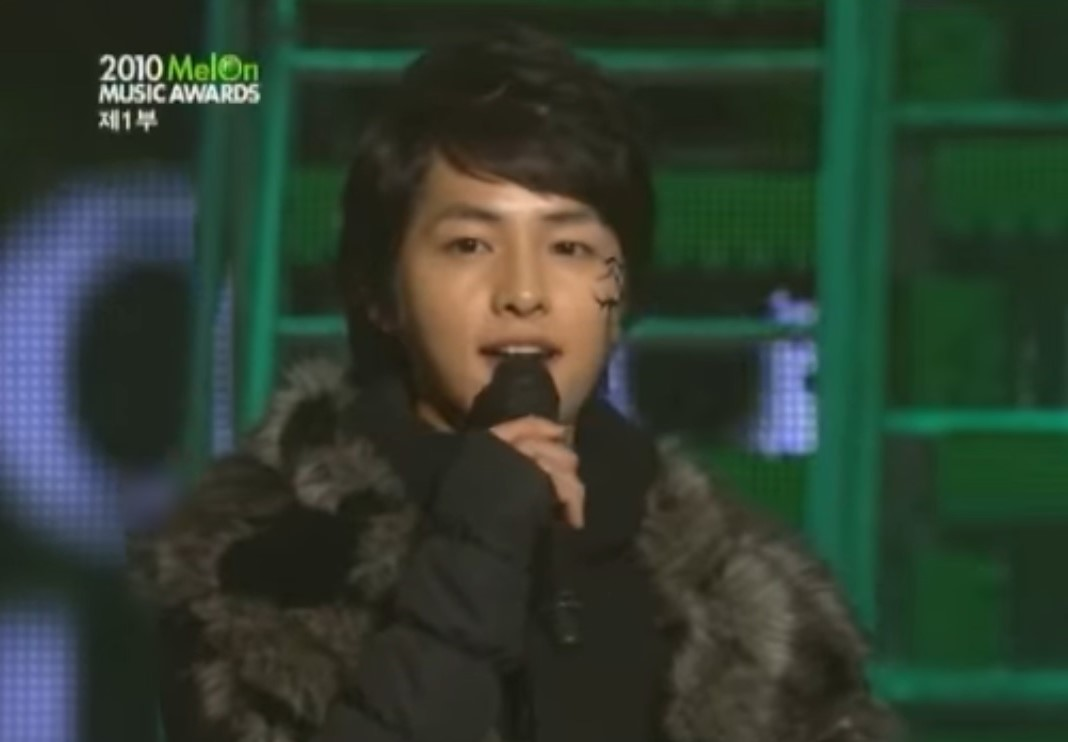
Song Joong-ki với tư cách là người dẫn chương trình của Melon Music Awards năm 2010.

Song Joong-ki cũng trở thành người dẫn chương trình thường xuyên của chương trình âm nhạc Music Bank của KBS từ năm 2009 đến năm 2010. Sau đó, anh xuất hiện trong bộ phim y khoa OB & GY, và bộ phim về động vật Hearty Paws 2.
Vào năm 2010, anh bắt đầu trở nên nổi tiếng qua bộ phim truyền hình Chuyện tình Sungkyunkwan. Trong tác phẩm này, anh không phải là nhân vật chính, nhưng nó đã giúp anh nhanh chóng trở thành một ngôi sao đang lên đầy triển vọng và nhận được nhiều lời mời tham gia các bộ phim truyền hình, điện ảnh, chương trình giải trí và quảng cáo. Kể từ tháng 7 năm 2010, anh là thành viên cố định trong 10 tháng của chương trình truyền hình thực tế Running Man được phát sóng trên SBS.
Song Joong-ki từng phát hành cuốn sách mang tên Beautiful Skin Project, bí quyết giữ gìn làn da khỏe đẹp dành cho nam giới (được xuất bản vào năm 2013 tại Nhật Bản) và là cuốn sách được bán chạy nhất chỉ sau 1 tháng bán ra. Vào cuối năm 2010, anh đã có chuyến đạp xe vòng quanh thành phố Sydney, chương trình được phát sóng 2 tập trên Elle TV, một chi nhánh của tạp chí thời trang cùng tên. Cũng trong năm này, Song Joong-ki tham gia ghi hình cho một chương trình truyền hình đặc biệt về chuyến đi đến Nhật Bản của các diễn viên có tên I'm Real: Song Joong-ki được phát sóng 2 phần vào đầu năm 2011. Anh cũng từng làm người dẫn chương trình cho chương trình thử giọng Made in U của JTBC và mặc dù chương trình có chỉ số người xem khá thấp nhưng Song Joong-ki lại một lần nữa được khen gợi bởi kỹ năng dẫn dắt chương trình trôi chảy và điêu luyện trong vai trò người dẫn chương trình của mình.
Vào năm 2011, Song Joong-ki vào vai một kẻ quỵt nợ, sống lông bông và thất nghiệp trong phim điện ảnh hài lãng mạn Many a little romance. Dựa trên mô tả của phim, Song Joong-ki biến chuyển một cách nhẹ nhàng từ một kẻ hài hước gây cười cho đến một người đàn ông "đầy cuốn hút", "một chàng trai vai chính đáng để chết ngất với sự hiện hữu đầy tin cậy của anh".
Bất chấp những lời khuyên trái chiều, Song Joong-ki đã đảm nhận vai diễn Sejong, một nhà vua trẻ trong bộ phim Cuộc chiến hoàng cung mặc dù thời gian anh xuất hiện trên phim chỉ là 4 tập. Anh đọc rất nhiều tài liệu lịch sử và là người đặt nền móng cho nhân vật nhà vua của nam diễn viên chính Han Suk-kyu sau này. Anh nói rằng mình cảm thấy "một vai diễn đầy thách thức luôn đáng giá hơn một vai chính trong một bộ phim truyền hình ngắn". Các nhà phê bình khen ngợi khả năng làm việc xuất sắc của anh, họ gọi đó là vai diễn của một thiên tài, người mà đã "sớm nhận ra sự vô ích của quyền lực trong cuộc sống khi còn rất trẻ", người che đậy những quyển sách của mình nhầm đối phó với việc lớn lên dưới sự cai trị của người cha độc đoán của ông, vua Taejong. Anh đã nhận được giải thưởng của PD tại lễ trao giải SBS Drama Awards vào năm 2011 cho vai diễn này.
Sau đó, anh thuật lại bộ phim tài liệu Tears of the Antarctic dài 6 phần cho chương trình Tears of the Earth (2012) của MBC, tập trung vào các vấn đề môi trường cấp bách trên hành tinh và anh đã quyên góp toàn bộ số tiền cát xê mà anh nhận được cho tổ chức từ thiện. Anh cũng đảm nhận vai trò người kể chuyện cho bộ phim được tái biên tập và phát hành tại rạp với tên Pengi and Sommi (2012). Sau đó, anh đã tổ chức chuyến lưu diễn gặp gỡ người hâm mộ mang tên "Song Joong-ki Asia Fan Meeting Tour - THRILL & LOVE", tổ chức các buổi họp mặt người hâm mộ ở Thái Lan, Singapore, Trung Quốc, Hồng Kông, Đài Bắc và Seoul.

### 2012–2015: Vai chính và nhập ngũ

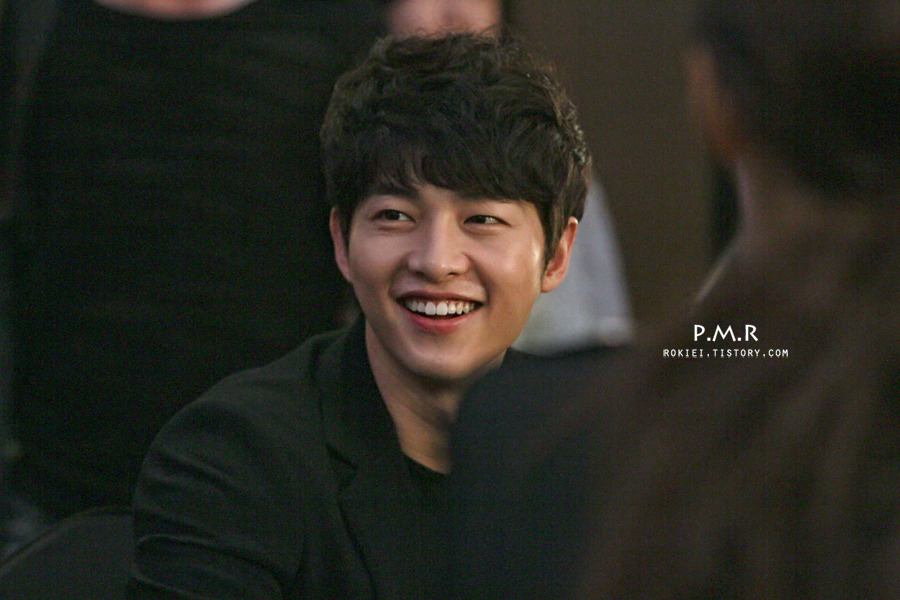
Song Joong-ki tại buổi họp báo phim Chàng trai tốt bụng vào tháng 9 năm 2012.

Song Joong-ki đã mô tả năm 2012 là một "năm hiện tượng" đối với sự nghiệp của mình, khi anh vào vai một anh chàng người sói trong phim điện ảnh giả tưởng lãng mạn Cậu bé người sói, phim được trình chiếu tại Liên hoan phim quốc tế Toronto vào năm 2012. Để chuẩn bị cho vai diễn của mình, anh đã phải xem những bộ phim tài liệu về thiên nhiên và quan sát những chú chó đi lạc trên đường để học cách diễn và bắt chước chuyển động cơ thể của loài động vật. Anh cũng nhiều lần xem đi xem lại tác phẩm điện ảnh giả tưởng lãng mạn Edward Scissorhands của đạo diễn Tim Burton từng được phát hành vào năm 1990, bộ phim về ma cà rồng Let Me In (2010) của Matt Reeves và nhân vật Gollum trong Chúa tể những chiếc nhẫn. Anh nói, "Đó là một dự án mà khiến tôi phải suy nghĩ rằng tôi phải nói lời tạm biệt với tuổi trẻ của mình, tôi không còn trẻ nữa và đã đến lúc để tôi trở thành một người đàn ông." Cậu bé người sói được trình chiếu tại Liên hoan phim quốc tế Busan và trở thành bộ phim điện ảnh tình cảm thành công nhất mọi thời đại ở Hàn Quốc, với hơn 7 triệu vé được bán ra.
Chàng trai tốt bụng là dấu mốc lần đầu tiên Song Joong-ki đóng vai chính trong một phim truyền hình. Diễn xuất đầy nội tâm và sắc thái của anh về một nhân vật không phải anh hùng cũng không phải là kẻ phản diện đã nhận được vô số lời khen ngợi. Chàng trai tốt bụng thu hút nhiều mức tỷ suất người xem cao và nhận về vô số lời tán thưởng. Cùng với thành tích ấn tượng mà anh đã đạt được tại phòng vé cho tác phẩm điện ảnh Cậu bé người sói, Song Joong-ki lại càng củng cố được hình ảnh của mình trên báo chí như một "vị cứu tinh" của thể loại phim tình cảm cả trên màn ảnh lớn lẫn màn ảnh nhỏ. Nhưng Song Joong-ki cũng khẳng định rằng anh muốn trở thành một diễn viên giỏi thay vì là một diễn viên nổi tiếng và có kế hoạch sẽ luôn giữ bình tĩnh, tiếp tục tích lũy thêm kinh nghiệm như anh đã làm trước đó.
Vào ngày 5 tháng 2 năm 2013, sau khi hợp đồng độc quyền của anh với SidusHQ kết thúc, Song Joong-ki thông báo rằng anh sẽ gia nhập Blossom Entertainment.
Trước khi lên đường đi nhập ngũ để thực hiện nghĩa vụ quân sự, Song Joong-ki đã tổ chức một buổi họp mặt fan vào ngày 17 tháng 8 năm 2013. Anh nhập ngũ ngay sau đó vào ngày 27 tại khu vực binh đoàn số 102 ở Chuncheon, trong một đơn vị bộ binh được giao nhiệm vụ tuần tra và thực hiện các nhiệm vụ trinh sát dọc theo Khu phi quân sự Triều Tiên và đã được xuất ngũ vào ngày 26 tháng 5 năm 2015.

### 2016–nay: Sự gia tăng mức độ nổi tiếng ở quốc tế
Song Joong-ki đã trở lại màn ảnh nhỏ trong bộ phim Hậu duệ mặt trời cùng với nữ diễn viên Song Hye-kyo, đóng vai một sĩ quan quân đội. Bộ phim trở nên cực kỳ nổi tiếng ở Hàn Quốc với tỷ suất người xem cao nhất là 41,6% và ở châu Á, nơi nó được xem 2,5 tỷ lần trên iQiyi. Bộ phim đã phục hồi sự nghiệp của Song Joong-ki với tư cách là người dẫn đầu làn sóng Hallyu và giúp anh đứng đầu các cuộc bình chọn về độ nổi tiếng ở châu Á.

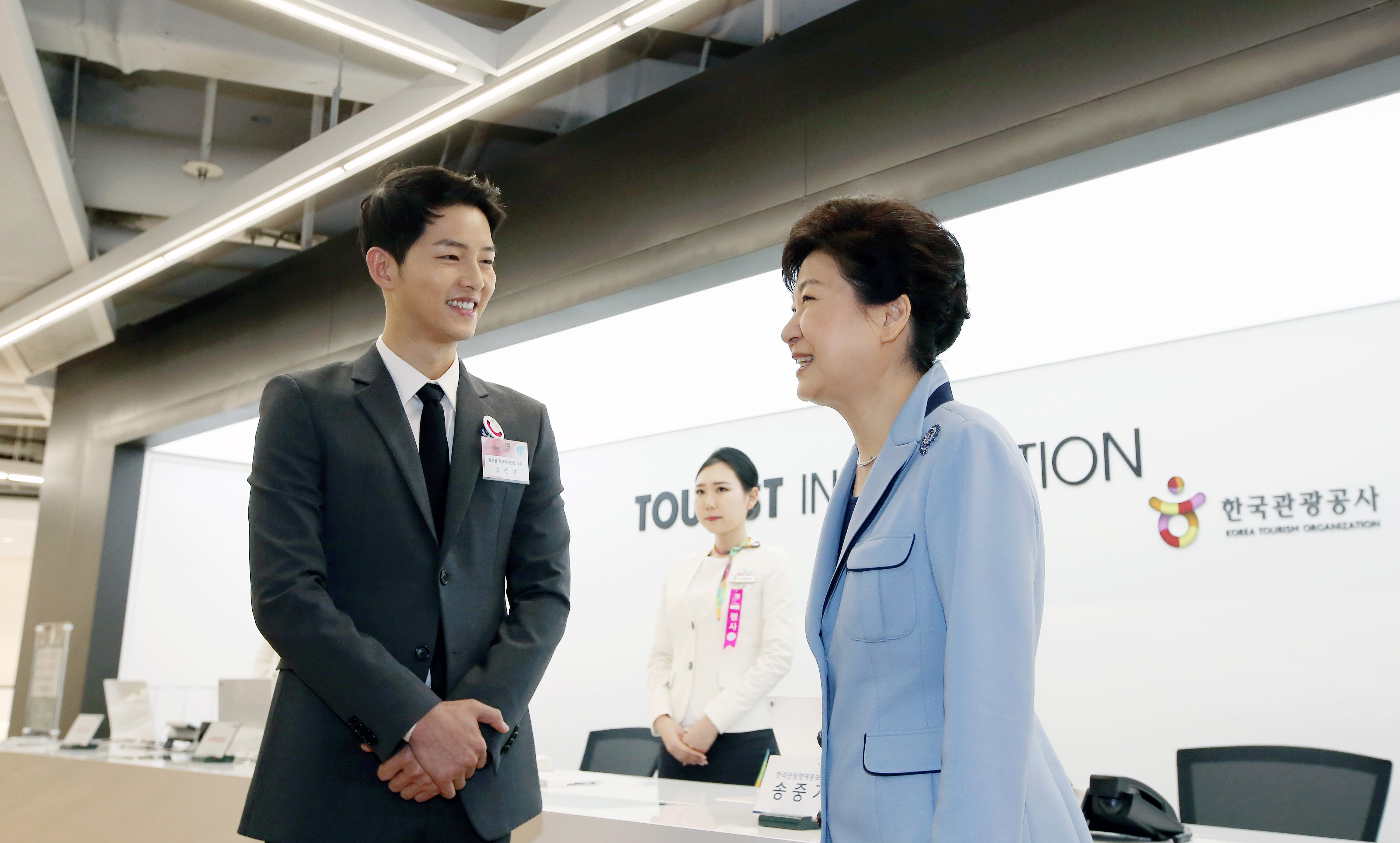
Song Joong-ki và cựu Tổng thống Hàn Quốc Park Geun-hye vào tháng 8 năm 2016

Vào tháng 4 năm 2016, Song Joong-ki được Bộ Văn hóa, Thể thao và Du lịch Hàn Quốc bổ nhiệm làm đại sứ danh dự du lịch Hàn Quốc để tích cực quảng bá ngành du lịch Hàn Quốc trên toàn thế giới. Anh là diễn viên đầu tiên được mời tham gia chương trình thời sự trực tiếp hàng đầu toàn quốc KBS News 9 nhờ sự nổi tiếng của anh và của bộ phim. Anh cũng được xếp ở vị trí số 34 trong top 100 những người dẫn đầu của thế hệ tương lai. Anh trở thành gương mặt đại diện cho hơn 30 thương hiệu trong năm 2016 và là một trong những người nhận giải thưởng thương hiệu của năm của Hàn Quốc. Sau đó, anh tổ chức chuyến lưu diễn gặp gỡ người hâm mộ vòng quanh châu Á, đã bán hết vé ở khắp 10 thành phố khác nhau, nơi anh đã gặp hơn 60.000 người hâm mộ.
Song Joong-ki sau đó được chọn tham gia vào bộ phim điện ảnh Đảo địa ngục đóng cùng với So Ji-sub và Hwang Jung-min. Anh vào vai một thành viên của Phong trào độc lập Hàn Quốc, người đã lẻn vào Đảo Hashima để giải cứu một thành viên trong nhóm.
Vào năm 2019, Song Joong-ki trở lại màn ảnh nhỏ trong bộ phim truyền hình giả tưởng Biên niên sử Arthdal, được phát sóng trên tvN. Bộ phim cũng đóng vai trò như một dự án tái hợp với Kim Ji-won, bạn diễn của anh trong bộ phim truyền hình Hậu duệ mặt trời.
Vào tháng 1 năm 2020, Song Joong-ki đã rời Blossom Entertainment và ký kết hợp đồng với History D&C, một công ty quản lý tài năng và sản xuất nội dung mới được thành lập bởi Hwang Ki-yong, cựu giám đốc điều hành của SidusHQ.
Vào năm 2021, Song Joong-ki đóng vai chính trong bộ phim điện ảnh khoa học viễn tưởng Space Sweepers cùng với Kim Tae-ri, do Jo Sung-hee đạo diễn. Bộ phim được phát hành độc quyền trên Netflix vào ngày 5 tháng 2 năm 2021. Anh cũng sẽ đóng vai chính trong bộ phim truyền hình Vincenzo, được phát sóng vào ngày 20 tháng 2 năm 2021 trên Netflix và tvN. Nó đã trở thành bộ phim truyền hình có tỷ suất người xem cao nhất ở vị trí số 6 trong lịch sử của tvN sau tập cuối cùng và hiện là bộ phim có tỷ suất người xem cao nhất ở vị trí số 9 trong lịch sử truyền hình cáp Hàn Quốc.
Năm 2022, Song Joong Ki xác nhận tham gia bộ phim truyền hinh Cậu út Nhà Tài Phiệt của đài JTBC cùng với Lee Sung Min và Shin Hyun Been, được đạo diễn bởi Jung Dae Yoon (đạo diễn của: Two Worlds, She was pretty) và được chắp bút bởi biên kịch Kim Tae Hee (của Sungkyunkwan Scandal)

## Hình tượng
Song Joong-ki được biết đến với hình ảnh "chàng trai đẹp như hoa" hoặc "chàng trai đẹp trai", anh học chuyên ngành quản trị kinh doanh tại một trong những trường đại học hàng đầu ở Hàn Quốc, Đại học Sungkyunkwan và từng là một phát thanh viên tích cực của đài phát thanh ở trường. Anh được gọi là "ulzzang" và "umchina" hoặc "người con trai của bạn mẹ" (người con trai hoàn hảo) của trường. Tiến sĩ Jun Sung, tác giả của Korean Masculinities and Transcultural Consumption, đã trích dẫn Song Joong-ki là hiện thân của sự "nam tính mềm mại".

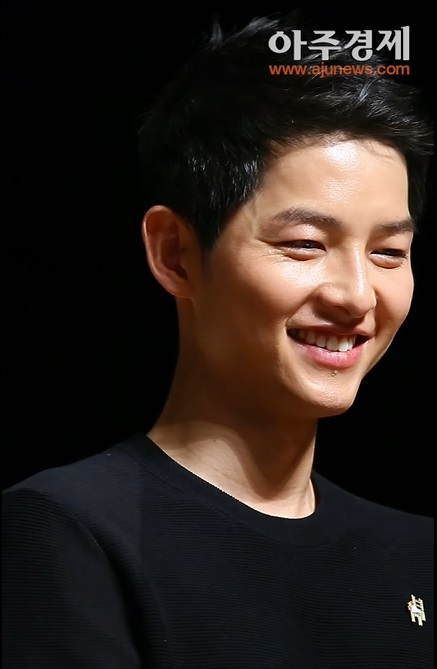
Song Joong-ki tại buổi họp báo của Đảo địa ngục vào năm 2017

Được chọn tham gia Running Man vào năm 2010, anh đã có được những biệt danh khác như "thám tử Joong-ki", "Joong-ki thông minh" và "Joong-ki năng động/nhiệt tình" nhờ sự háo hức và lạc quan của anh cho các chiến lược trong các nhiệm vụ trong cuộc đua, nhưng thường dẫn đến thất bại. Bài hát chủ đề của anh là "Pretty Boy" bởi M2M. Vào năm 2011, sau khi thành công hóa thân vào phiên bản trẻ hơn của vua Sejong trong Cuộc chiến hoàng cung, bộ phim đã đưa tên anh trở thành một chủ đề nóng trên các cổng thông tin của Hàn Quốc, anh đã vinh dự nhận được biệt danh "diễn viên giỏi Song Joong-ki". Song Joong-ki đã được gọi là ""DiCaprio của Hàn Quốc" sau bộ phim đình đám Chàng trai tốt bụng và phim điện ảnh Cậu bé người sói vào năm 2012. Nam diễn viên thừa nhận rằng anh là một fan hâm mộ của Leonardo DiCaprio từ khi còn trẻ và muốn đi theo con đường sự nghiệp như nam diễn viên. Vào năm 2016, hai năm sau khi thực hiện nghĩa vụ quân sự, "Hiệu ứng Song Joong-ki" đã được đặt ra sau khi anh đóng vai đại úy quân đội bảnh bao Yoo Shi-jin trong Hậu duệ mặt trời. Sau đó, anh đã được chọn làm đại sứ danh dự của Tổ chức Du lịch Hàn Quốc, cũng như đứng đầu các cuộc thăm dò ý kiến phổ biến ở châu Á và trở thành vua CF. Tuy nhiên, Song Joong-ki khẳng định rằng anh sẽ không bao giờ ỷ lại vào sự nổi tiếng. Anh nói rằng, "Sự nổi tiếng phai dần theo thời gian là điều không thể tránh khỏi. Đó là lý do tại sao tôi phải luôn chuẩn bị."
Cựu nhà báo Kim Young-ho tiết lộ Song Joong-ki không chỉ là một ngôi sao Hallyu và ông đã gọi anh là "một người có cá tính". Cựu nhà báo nói rằng, "Song Joong-ki luôn khiêm tốn, cư xử đúng mực và rất lễ phép. Ngay cả sau khi anh trở thành một ngôi sao, thái độ của anh hoàn toàn không thay đổi và anh vẫn luôn khiêm tốn." Nam diễn viên So Ji-sub mô tả anh như "một người đàn ông nam tính mà không cần phải giả vờ". Những người nổi tiếng khác của Hàn Quốc đã từng ca ngợi tính cách của anh bao gồm Song Hye Kyo, Gummy, DinDin, Park Hoon, Kim Jong-kook, Onew, Moon Chae-won, Park Bo-young, Jo In-sung, và Lee Kwang-soo. Anh cũng được biết đến với sự đóng góp thường xuyên của mình cho nhiều mục đích khác nhau và tham gia vào các hoạt động từ thiện.
Song Joong-ki coi việc nhận thức được tầm ảnh hưởng của mình đối với người hâm mộ đã lan rộng ra nước ngoài là một "trách nhiệm". Anh nói rằng, "Tôi không thể chạm đến được một vị trí như vậy nếu không có sự giúp đỡ của nhiều người khác. Tôi nghĩ rằng sự nỗ lực và làm việc chăm chỉ của những người đi trước, nhân viên và người hâm mộ cũng đã góp phần vào kết quả đó. Vì vậy, tôi thực sự có ý thức trách nhiệm. Tôi muốn sống đúng với danh tiếng của một công dân Hàn Quốc, diễn viên và con người. Tôi sẽ cố gắng hết sức để khiêm tốn nhưng luôn tự tin." Vào năm 2017, khi được hỏi về việc tham gia phim điện ảnh Đảo địa ngục với chủ đề nhạy cảm của lịch sử Hàn Quốc và Nhật Bản, anh đã bày tỏ rằng đó chỉ là một biểu hiện nhỏ của niềm tin của mình.
Khi nói đến các tài khoản truyền thông xã hội, Song Joong-ki không có bất kỳ tài khoản nào vì anh không "am hiểu về công nghệ". Fancafe của anh, được thành lập vào đầu năm 2006, trở thành nền tảng để anh giao tiếp với câu lạc bộ fan hâm mộ chính thức của mình "Ki Aile", đồng thời có nghĩa là "Ki's Wings". Song Joong-ki nói rằng những người hâm mộ giống như đôi cánh của anh vì họ nâng anh lên, về mặt cảm xúc và tài chính, bằng cách bỏ phiếu cho anh và mua những sản phẩm anh quảng cáo cũng như xem tất cả các bộ phim và chương trình truyền hình của anh.

## Tác động và ảnh hưởng

### Đại sứ
Vào năm 2010, Song Joong-ki và Park Shin-hye được chọn làm đại sứ thương hiệu cho Liên hoan phim quốc tế Jeonju (JIFF) lần thứ 17. Vào năm 2011, Song Joong-ki được chọn làm đại sứ quảng bá cho dự án Good Library, một chiến dịch quyên góp của Standard Chartered cho phép công chúng tham gia vào việc sản xuất audiobooks cho người khiếm thị. Vào năm 2013, Song Joong-ki và Ha Ji-won được Bộ Y tế và Phúc lợi Hàn Quốc bổ nhiệm làm đại sứ danh dự về du lịch y tế. Họ đã xuất hiện tại các thành phố trong khu vực thay mặt cho Y tế Hàn Quốc khi họ thúc đẩy hợp tác quốc tế tích cực hơn cho công nghệ y tế và du lịch y tế. Vào năm 2016, Song Joong-ki được chọn làm đại sứ danh dự và người mẫu quảng cáo cho du lịch Hàn Quốc thuộc Bộ Văn hóa, Thể thao và Du lịch Hàn Quốc. Từ năm 2017 đến 2020, Song Joong-ki được chọn làm đại sứ danh dự cho sân bay quốc tế Incheon.

### Từ thiện
Song Joong-ki là một trong những người nổi tiếng ủng hộ trẻ em bị ung thư kể từ năm 2011. Điều này sau đó đã được biết đến vào đầu tháng 3 năm 2016 thông qua thông báo của Tổ chức Bệnh bạch cầu trẻ em Hàn Quốc (KCLF) trên blog chính thức của họ. Trong vòng 5 năm qua, hơn 10 trẻ em đã được anh bí mật quyên góp để điều trị. Theo KCLF, anh đã tham gia chiến dịch ruy băng vàng, để nâng cao nhận thức về bệnh ung thư ở trẻ em. Hơn nữa, anh đã tặng vòng hoa từ các cuộc họp báo và số tiền cát xê của anh nhận được từ việc kể lại phim tài liệu Tears of the Antarctic. Điều này đã truyền cảm hứng cho câu lạc bộ fan hâm mộ chính thức của anh, Ki Aile, họ đã chúc mừng sinh nhật anh bằng cách quyên góp phí cấy ghép để giúp bệnh nhân mắc bệnh bạch cầu và ung thư. Song Joong-ki cũng đã đóng góp cho KCLF mỗi năm.
Song Joong-ki cũng mở rộng hỗ trợ cho cứu trợ nhân đạo. Vào năm 2015, trong thời gian thực hiện nghĩa vụ quân sự, ông đã quyên tặng 100 triệu KRW cho UNICEF Hàn Quốc để giúp đỡ trẻ em và nạn nhân của trận động đất ở Nepal vào tháng 4 năm 2015. Vào năm 2016, Song Joong-ki đã quyên tặng tất cả số tiền cát xê của mình nhận được từ việc xuất hiện trong tập phát sóng ngày 13 tháng 5 của Running Brothers, phiên bản Trung Quốc của Running Man, cho một tổ chức từ thiện của Trung Quốc. Song Joong-ki cũng đã quyên góp một phần lợi nhuận của mình từ buổi họp fan hâm mộ 2016 Asian Fan Meeting Tour cho một nền tảng giúp những người bị ảnh hưởng bởi trận động đất Tứ Xuyên năm 2008. Ngoài ra, doanh thu của anh từ các buổi họp fan hâm mộ ở Seoul và Thái Lan đều đã được quyên góp cho một tổ chức từ thiện không tên. Sau đó, Song Joong-ki đã tặng 20 triệu KRW cho House of Sharing ở Gwangju, Gyeonggi, một nơi trú ẩn cho những người phụ nữ lớn tuổi bị Quân đội Hoàng gia Nhật Bản bắt làm nô lệ trong chiến tranh thế giới thứ hai. Nam diễn viên cũng đã bị tác động khi tham gia bộ phim điện ảnh Đảo địa ngục, một bộ phim hành động thời kỳ về công nhân Hàn Quốc dưới sự cai trị của Nhật Bản. Cuối tháng 7 năm 2017, người hâm mộ của anh đã quyên góp cho cùng một trung tâm. Vào năm 2019, Song Joong-ki đã quyên góp 30 triệu KRW cho các nạn nhân vụ cháy rừng ở tỉnh Gangwon. Vào tháng 2 năm 2020, Song Joong-ki đã quyên góp 100 triệu KRW để phòng ngừa coronavirus. Anh đã liên lạc trực tiếp từ Bogotá mà không báo cho công ty của mình.

### Quảng cáo

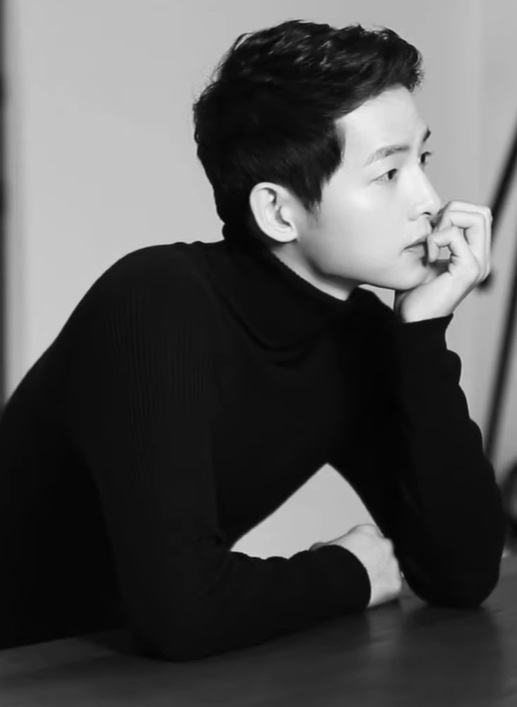
Song Joong-ki với tư cách là người mẫu quảng cáo của Forencos năm 2016

Song Joong-ki đã ký kết nhiều hợp đồng quảng cáo cho các ngành nghề khác nhau như chăm sóc sức khỏe, mỹ phẩm, quần áo, thực phẩm, du lịch và tham quan, viễn thông, điện tử và bán lẻ. Anh xuất hiện lần đầu tiên trong một quảng cáo truyền hình của Dunkin' Donuts vào tháng 5 năm 2008. Sau khi tham gia bộ phim truyền hình Chuyện tình Sungkyunkwan năm 2010, Song Joong-ki trở thành gương mặt đại diện cho thương hiệu thời trang EZIO, và TBJ, nhãn hiệu quần áo AD HOC cùng với Min Hyo-rin, thương hiệu thể thao Le Coq Sportif cùng với IU, cũng như thực phẩm Pizza Etang, một thương hiệu pizza nổi tiếng ở Hàn Quốc, và Ottogi Snack Ramen. Trong lĩnh vực kỹ thuật số và công nghệ, Song Joong-ki được chọn cho thương hiệu Xbox 360 Kinect bởi vì hình ảnh "giống trẻ con, ngây thơ và khỏe mạnh" của anh phù hợp với bộ điều khiển trò chơi mới và LG XNote cùng với Shin Min-ah vào năm 2011. Song Joong-ki cũng được bổ nhiệm làm đại sứ chính thức của thương hiệu chăm sóc da Tony Moly. và FUJIFILM polaroid trong hai năm liên tiếp. Sau đó, anh xuất hiện trong quảng cáo của nhà hàng Sonsoo với tư cách là một đầu bếp thần đồng cùng với Song Seung-heon và Yoon Sang-hyun. Song Joong-ki cũng được chọn là người mẫu mới của thương hiệu sữa Seoul Milk.
Ngay sau khi đóng vai chính trong bộ phim truyền hình Chàng trai tốt bụng và phim điện ảnh Cậu bé người sói vào năm 2012, Blossom Entertainment thông báo rằng Song Joong-ki hiện đang sở hữu 10 hợp đồng quảng cáo và được dự đoán sẽ trở thành vua quảng cáo tiếp theo. Trong hai năm liên tiếp, anh là người mẫu chính cho thương hiệu soda toàn cầu Sprite. Từ năm 2013 đến 2016, anh là người mẫu quảng cáo cho thương hiệu máy lọc nước Ruhens. Vào tháng 2 năm 2019, Ruhens đã chọn Song Joong-ki làm người mẫu quảng cáo của họ thêm một lần nữa.
Sau khi bộ phim đình đám châu Á, Hậu duệ mặt trời được phát sóng vào năm 2016, Song Joong-ki đã trở thành gương mặt đại diện cho hơn 30 thương hiệu trong nước và quốc tế. Tập đoàn quảng cáo quảng bá Hàn Quốc (KOBACO), khảo sát hành vi người tiêu dùng năm 2016 đã chọn Song Joong-ki là người mẫu tốt nhất để đại diện cho các thương hiệu Hàn Quốc. Một số quảng cáo của anh bao gồm Baskin Robbins, LG Household & Health Care, KT, Forencos, Jeju Air, Hite Jinro, Cuchen, cũng như các sản phẩm Trung Quốc như Proya cùng với Chương Tử Di, Tencent, và VIVO. Song Joong-ki cũng làm việc với Park Bo-gum như người mẫu thương hiệu cho Domino's Pizza và LINE Pay Card. Vào tháng 2 năm 2017, Song Joong-ki được công bố là đại sứ thương hiệu cho thị trường mua sắm trực tuyến 11Street của SK Planet ở Thái Lan. Anh đóng cặp với nữ diễn viên Thái Lan, Mew Nittha trên truyền hình, digital và quảng cáo ngoài trời trên các trạm hệ thống giao thông công cộng lớn nhất Bangkok tại Chit Lom, Siam và Phrom Pong. Cheil Tailand báo cáo rằng đó là một chiến dịch thành công khi trang Facebook của nó vượt hơn 1 triệu lượt xem sau khi ra mắt. Vào tháng 4 năm 2018, Song Joong-ki được tiết lộ là người mẫu mới của Hyundai LIVART, một công ty văn hóa lối sống có trụ sở tại Hàn Quốc. Họ đã chọn Song Joong-ki làm người mẫu quảng cáo sau 14 năm kể từ nữ diễn viên Kim Nam-joo vào năm 2004.

## Đời tư
Vào ngày 5 tháng 7 năm 2017, Song Joong-ki và bạn diễn Song Hye-kyo trong bộ phim Hậu duệ mặt trời đã thông báo thông qua công ty của họ rằng cả hai đã đính hôn. Họ kết hôn trong một buổi lễ riêng tư vào ngày 31 tháng 10 năm 2017 tại Khách sạn Shilla ở Seoul, giữa sự quan tâm của giới truyền thông khắp châu Á với gia đình và bạn bè thân thiết nhất của anh. Vào ngày 26 tháng 6 năm 2019, Song Joong-ki đã đệ đơn ly hôn, thủ tục ly hôn đã được hoàn tất vào ngày 22 tháng 7 năm 2019.
Vào ngày 26 tháng 12 năm 2022, Song Joong-ki xác nhận rằng anh đang hẹn hò với một bạn gái người Anh, mặc dù không công khai danh tính. Vào ngày 30 tháng 1 năm 2023, Song thông báo rằng anh đã kết hôn với bạn gái người Anh Katy Louise Saunders, một cựu diễn viên . Katy sinh năm 1984, hơn Song Joong Ki 1 tuổi. Ngày 14 tháng 6 cùng năm, Saunders đã sinh một bé trai tại một bệnh viện ở Rome, Ý. Ngày 20 tháng 11 năm 2024, Song Joong-ki thông báo đứa con thứ 2 của anh ra đời - 1 cô con gái . Anh hiện sống tại Seoul và Tuscany, Ý cùng vợ và các con.

## Danh sách phim

### Phim điện ảnh
| Năm  | Tên phim                               | Tên tiếng Hàn        | Vai               | Ghi chú   | Nguồn   |
| ---- | -------------------------------------- | -------------------- | ----------------- | --------- | ------- |
| 2008 | Sương Hoa điếm                         | 쌍화점               | No-tak            |           | [ 201 ] |
| 2009 | Năm giác quan của thần tình ái         | 오감도               | Yoo Jae-hyuk      |           | [ 202 ] |
| 2009 | Vụ án mạng ở Itaewon                   | 이태원 살인사건      | Jo Jong-pil       |           | [ 203 ] |
| 2010 | Hearty Paws 2                          | 마음이 2             | Dong-wook         |           | [ 21 ]  |
| 2011 | Cún con siêu quậy 2                    | 티끌모아 로맨스      | Chun Ji-woong     |           | [ 204 ] |
| 2011 | Rio                                    | —                    | Lồng tiếng        |           | [ 205 ] |
| 2012 | Pengi and Sommi                        | 황제펭귄 펭이와 솜이 | Người dẫn chuyện  |           | [ 206 ] |
| 2012 | Siêu trộm hoàng cung                   | 바람과 함께 사라지다 | Jung-goon lúc lớn | Khách mời | [ 207 ] |
| 2012 | Cậu bé người sói                       | 늑대소년             | Chul-soo          |           | [ 52 ]  |
| 2017 | Đảo địa ngục                           | 군함도               | Park Moo-young    |           | [ 89 ]  |
| 2021 | Con tàu Chiến Thắng (Space Sweepers)   | 승리호               | Kim Tae-ho        |           | [ 208 ] |
| 2024 | Bogotá: Thành phố của những kẻ lưu lạc | 보고타               | Guk-hee           |           | [ 209 ] |

### Phim truyền hình
| Năm  | Tên phim                           | Tên tiếng Hàn               | Ghi chú | Kênh phát sóng                    | Vai diễn              | Tham khảo |
| ---- | ---------------------------------- | --------------------------- | ------- | --------------------------------- | --------------------- | --------- |
| 2007 | Sự trả thù ngọt ngào               | 칼잡이 오수정               | SBS     | Phóng viên 2                      | Phân đoạn nhỏ         | [ 210 ]   |
| 2008 | Love Racing                        | 러브 레이싱                 | YTN     | Younger male                      |                       |           |
| 2008 | My Precious You                    | 내사랑 금지옥엽             | KBS2    | Jang Jin-ho                       |                       | [ 211 ]   |
| 2009 | Triple                             | 트리플                      | MBC     | Ji Poong-ho                       |                       | [ 212 ]   |
| 2009 | My Fair Lady                       | 아가씨를 부탁해             | KBS2    | Quản gia                          | Khách mời, tập 1      | [ 213 ]   |
| 2009 | Giáng Sinh tuyết có rơi?           | 크리스마스에 눈이 올까요?   | SBS     | Han Ji-yong                       |                       | [ 214 ]   |
| 2010 | OB & GY                            | 산부인과                    | SBS     | Ahn Kyung-woo                     |                       | [ 20 ]    |
| 2010 | Chuyện tình Sungkyunkwan           | 성균관 스캔들               | KBS2    | Gu Yong-ha                        |                       | [ 215 ]   |
| 2011 | Cuộc chiến hoàng cung              | 뿌리깊은 나무               | SBS     | Yi Do lúc lớn                     | Khách mời, tập 1–4, 6 | [ 216 ]   |
| 2012 | Chàng trai tốt bụng                | 세상 어디에도 없는 착한남자 | KBS2    | Kang Ma-ru                        |                       | [ 217 ]   |
| 2016 | Hậu duệ mặt trời                   | 태양의 후예                 | KBS2    | Yoo Si-jin                        |                       | [ 73 ]    |
| 2016 | Tiếng gọi con tim                  | 마음의 소리                 | KBS2    |                                   | Khách mời, tập 1      | [ 218 ]   |
| 2017 | Một đấu một                        | 맨투맨                      | JTBC    | Nhân viên giao dịch ngân hàng     | Khách mời, tập 9      | [ 219 ]   |
| 2019 | Biên niên sử Arthdal               | 아스달 연대기               | tvN     | Eun-seom / Sa-ya                  | Diễn viên chính       | [ 220 ]   |
| 2021 | Vincenzo                           | 빈센조                      | tvN     | Vincenzo Cassano / Park Joo-hyung | Diễn viên chính       |           |
| 2022 | Cậu út nhà tài phiệt (Reborn Rich) | 재벌집 막내아들             | JTBC    | Yoon Hyeon-woo                    | Diễn viên chính       | [ 221 ]   |

## Chương trình truyền hình
| Năm       | Tên chương trình               | Tên tiếng Hàn     | Ghi chú                                                                             | Kênh | Nguồn   |
| --------- | ------------------------------ | ----------------- | ----------------------------------------------------------------------------------- | ---- | ------- |
| 2008      | Pretty Boys: A Wrong Situation | 꽃미남 아롱사태   |                                                                                     | Mnet |         |
| 2009      | Let's Go Dream Team! Season 2  | 출발 드림팀2      | Khách mời, tập 1, 10–13                                                             | KBS2 |         |
| 2009      | Star Golden Bell               | 스타골든벨        | Khách mời, tập 285                                                                  | KBS2 |         |
| 2010      | Oh! My School                  | 오 마이 스쿨      | Khách mời, tập 1                                                                    | KBS2 |         |
| 2010      | Strong Heart                   | 강심장            | Khách mời, tập 23                                                                   | SBS  |         |
| 2010      | Happy Together                 | 해피투게더        | Khách mời, tập 155                                                                  | KBS2 |         |
| 2010–2016 | Running Man                    | 런닝맨            | Thành viên cố định, tập 1–41 Khách mời, tập 66 Xuất hiện ngắn, tập 71, 97, 251, 283 | SBS  | [ 222 ] |
| 2011      | I'm Real: Song Joong-ki        | I'm Real 송중기   |                                                                                     | QTV  | [ 223 ] |
| 2011      | Everyone Dramatic              | 에브리원 드라마틱 |                                                                                     | MBC  |         |
| 2011–2012 | Tears of the Antarctic         | 남극의 눈물       | Phim tài liệu, như người kể chuyện                                                  | MBC  | [ 224 ] |
| 2012      | Infinite Challenge             | 무한도전          | Khách mời, tập 305                                                                  | MBC  |         |
| 2016      | KBS News 9                     | KBS 뉴스9         | Diễn viên đầu tiên xuất hiện trên bản tin thời sự chính                             | KBS  | [ 225 ] |
| 2017      | JTBC Newsroom                  | JTBC 뉴스룸       |                                                                                     | JTBC | [ 226 ] |

## Video âm nhạc
| Năm  | Tên bài hát             | Tên tiếng Hàn       | Nghệ sĩ       | Nguồn   |
| ---- | ----------------------- | ------------------- | ------------- | ------- |
| 2009 | "Poisonous Tongue"      | 독설                | Tei           |         |
| 2012 | "Men Are All Like That" | 남자가 다 그렇지 뭐 | Kim Jong-kook | [ 227 ] |
| 2021 | "Happen"                |                     | Heize         |         |

## Dẫn chương trình
| Năm       | Tên chương trình        | Ghi chú                    | Kênh | Nguồn   |
| --------- | ----------------------- | -------------------------- | ---- | ------- |
| 2009–2010 | Music Bank              | với Seo Hyo-rim            | KBS2 | [ 228 ] |
| 2010      | MelOn Music Awards      |                            | KBS2 | [ 229 ] |
| 2010      | KBS Drama Awards        | với Choi Soo-jong          | KBS2 | [ 230 ] |
| 2011      | Mnet 20's Choice        | với Bae Suzy               | Mnet | [ 231 ] |
| 2011      | Dream Concert           | với Kim Hee-chul, Goo Hara | KBS2 | [ 232 ] |
| 2012      | Made in U               |                            | JTBC | [ 233 ] |
| 2017      | Mnet Asian Music Awards |                            | Mnet | [ 234 ] |
| 2018      | Mnet Asian Music Awards |                            | Mnet | [ 235 ] |

## Danh sách đĩa nhạc
| Năm  | Tên bài hát | Tên tiếng Hàn | Ghi chú                       |
| ---- | ----------- | ------------- | ----------------------------- |
| 2012 | "Really"    | 정말          | Nhạc phim Chàng trai tốt bụng |

## Sách
| Năm  | Tên sách               | Tên tiếng Hàn     | Tác giả                        | Nhà xuất bản  |
| ---- | ---------------------- | ----------------- | ------------------------------ | ------------- |
| 2010 | Beautiful Skin Project | 피부미남 프로젝트 | Song Joong-ki, Hwang Min-young | Antenna Books |

## Buổi họp fan hâm mộ
| Ngày                 | Thành phố  | Quốc gia   | Tên                                    | Địa điểm                                 | Nguồn           |
| -------------------- | ---------- | ---------- | -------------------------------------- | ---------------------------------------- | --------------- |
| 20 tháng 9 năm 2009  | Seoul      | Hàn Quốc   | First Fan Meeting Birthday Party       | Seoul Asian Art Hall                     | [ 236 ]         |
| 25 tháng 11 năm 2011 | Kobe       | Nhật Bản   | 1st Japan Fan Meeting                  | Kobe Portopia                            | [ 237 ]         |
| 27 tháng 11 năm 2011 | Tokyo      | Nhật Bản   | 1st Japan Fan Meeting                  | Sanrio Puroland                          | [ 237 ]         |
| tháng 4 năm 2012     | Băng Cốc   | Thái Lan   | Love and Thrill: Asia Fan Meeting Tour | Paragon Hall                             |                 |
| tháng 5 năm 2012     | Singapore  | Singapore  | Love and Thrill: Asia Fan Meeting Tour |                                          |                 |
| tháng 5 năm 2012     | Thượng Hải | Trung Quốc | Love and Thrill: Asia Fan Meeting Tour |                                          |                 |
| tháng 6 năm 2012     | Hồng Kông  | Hồng Kông  | Love and Thrill: Asia Fan Meeting Tour |                                          |                 |
| 22 tháng 7 năm 2012  | Seoul      | Hàn Quốc   | Love and Thrill: Asia Fan Meeting Tour | Kyunghee University Crown Hall           |                 |
| 17 tháng 4 năm 2016  | Seoul      | Hàn Quốc   | 5th Fan Meeting in Seoul               | Kyunghee University Pavilion             | [ 238 ] [ 239 ] |
| 7 tháng 5 năm 2016   | Băng Cốc   | Thái Lan   | 2016 Asia Fan Meeting Tour             | Thunder Dome, Muangthong Thani           | [ 240 ]         |
| 14 tháng 5 năm 2016  | Bắc Kinh   | Trung Quốc | 2016 Asia Fan Meeting Tour             | Olympic Sports Center Gymnasium          | [ 241 ] [ 242 ] |
| 21 tháng 5 năm 2016  | Vũ Hán     | Trung Quốc | 2016 Asia Fan Meeting Tour             | Wuhan Lobby, China Culture Expo Center   | [ 243 ]         |
| 27 tháng 5 năm 2016  | Quảng Châu | Trung Quốc | 2016 Asia Fan Meeting Tour             | Guangzhou International Sports Arena     | [ 242 ]         |
| 28 tháng 5 năm 2016  | Thâm Quyến | Trung Quốc | 2016 Asia Fan Meeting Tour             | Shenzhen Bay Sports Center               | [ 242 ]         |
| 11 tháng 6 năm 2016  | Hồng Kông  | Hồng Kông  | 2016 Asia Fan Meeting Tour             | AsiaWorld–Arena                          | [ 244 ]         |
| 17 tháng 6 năm 2016  | Thành Đô   | Trung Quốc | 2016 Asia Fan Meeting Tour             | Trung tâm Thể thao Thành Đô              | [ 245 ]         |
| 25 tháng 6 năm 2016  | Đài Bắc    | Đài Loan   | 2016 Asia Fan Meeting Tour             | National Taiwan University Sports Center | [ 246 ]         |
| 16 tháng 7 năm 2016  | Thượng Hải | Trung Quốc | 2016 Asia Fan Meeting Tour             | Shanghai Indoor Stadium                  | [ 247 ]         |

## Giải thưởng và đề cử
| Năm  | Giải thưởng                                  | Hạng mục                                                       | Đề cử                                    | Kết quả   | Nguồn           |
| ---- | -------------------------------------------- | -------------------------------------------------------------- | ---------------------------------------- | --------- | --------------- |
| 2010 | 3rd Style Icon Awards                        | Biểu tượng phong cách mới, Nam diễn viên phim truyền hình      | —                                        | Đoạt giải | [ 248 ]         |
| 2010 | 31st Blue Dragon Film Awards                 | Nam diễn viên mới xuất sắc nhất                                | Hearty Paws 2                            | Đề cử     |                 |
| 2010 | SBS Entertainment Awards                     | Gương mặt mới xuất sắc nhất trong chương trình giải trí        | Running Man                              | Đoạt giải | [ 249 ]         |
| 2010 | KBS Drama Awards                             | Giải thưởng xuất sắc, Nam diễn viên trong phim truyền hình     | Chuyện tình Sungkyunkwan                 | Đề cử     | [ 250 ]         |
| 2010 | KBS Drama Awards                             | Giải thưởng của Cư dân mạng                                    | Chuyện tình Sungkyunkwan                 | Đề cử     | [ 250 ]         |
| 2010 | KBS Drama Awards                             | Giải thưởng dành cho người nổi tiếng nhất                      | Chuyện tình Sungkyunkwan                 | Đoạt giải | [ 250 ]         |
| 2010 | KBS Drama Awards                             | Cặp đôi đẹp nhất (với Yoo Ah-in)                               | Chuyện tình Sungkyunkwan                 | Đoạt giải | [ 250 ]         |
| 2011 | 6th Asia Model Festival Awards               | Giải thưởng BBF Fashionista                                    | —                                        | Đoạt giải | [ 251 ]         |
| 2011 | 7th Korea Drama Awards                       | Nam diễn viên mới xuất sắc nhất                                | Chuyện tình Sungkyunkwan                 | Đề cử     |                 |
| 2011 | SBS Drama Awards                             | Giải thưởng của Nhà sản xuất                                   | Cuộc chiến hoàng cung                    | Đoạt giải | [ 252 ]         |
| 2012 | 6th Mnet 20's Choice Awards                  | 20's Ngôi sao nam phim truyền hình                             | Cuộc chiến hoàng cung                    | Đề cử     | [ 253 ]         |
| 2012 | 5th Style Icon Awards                        | Biểu tượng phong cách                                          | —                                        | Đoạt giải | [ 254 ]         |
| 2012 | 20th Korean Culture and Entertainment Awards | Giải thưởng xuất sắc hàng đầu, Nam diễn viên                   | Chàng trai tốt bụng                      | Đoạt giải | [ 255 ]         |
| 2012 | 1st K-Drama Star Awards                      | Giải thưởng xuất sắc hàng đầu, Nam diễn viên                   | Chàng trai tốt bụng                      | Đoạt giải | [ 256 ]         |
| 2012 | KBS Drama Awards                             | Giải thưởng xuất sắc hàng đầu, Nam diễn viên                   | Chàng trai tốt bụng                      | Đoạt giải | [ 257 ] [ 258 ] |
| 2012 | KBS Drama Awards                             | Giải thưởng xuất sắc, Nam diễn viên trong phim truyền hình     | Chàng trai tốt bụng                      | Đề cử     | [ 257 ] [ 258 ] |
| 2012 | KBS Drama Awards                             | Giải thưởng của Cư dân mạng                                    | Chàng trai tốt bụng                      | Đoạt giải | [ 257 ] [ 258 ] |
| 2012 | KBS Drama Awards                             | Cặp đôi đẹp nhất (với Moon Chae-won)                           | Chàng trai tốt bụng                      | Đoạt giải | [ 257 ] [ 258 ] |
| 2013 | 49th Baeksang Arts Awards                    | Nam diễn viên xuất sắc nhất trong phim điện ảnh                | Cậu bé người sói                         | Đề cử     | [ 259 ]         |
| 2013 | 6th Nickelodeon Kids' Choice Awards          | Nam diễn viên được yêu thích nhất                              | Cậu bé người sói                         | Đoạt giải | [ 260 ]         |
| 2013 | 7th Mnet 20's Choice Awards                  | 20's Ngôi sao nam phim điện ảnh                                | Cậu bé người sói                         | Đề cử     |                 |
| 2013 | 50th Grand Bell Awards                       | Giải thưởng dành cho người nổi tiếng                           | Cậu bé người sói                         | Đề cử     |                 |
| 2013 | Giải thưởng Truyền hình Quốc tế Seoul        | Nam diễn viên Hàn Quốc nổi bật nhất                            | Chàng trai tốt bụng                      | Đề cử     |                 |
| 2013 | Giải thưởng Truyền hình Quốc tế Seoul        | Nhạc phim truyền hình Hàn Quốc nổi bật nhất                    | "Really" (Nhạc phim Chàng trai tốt bụng) | Đề cử     | [ 261 ]         |
| 2016 | 8th Style Icon Asia                          | Biểu tượng phong cách                                          | —                                        | Đoạt giải | [ 262 ]         |
| 2016 | 52nd Baeksang Arts Awards                    | Nam diễn viên xuất sắc nhất trong phim truyền hình             | Hậu duệ mặt trời                         | Đề cử     | [ 263 ] [ 264 ] |
| 2016 | 52nd Baeksang Arts Awards                    | Nam diễn viên nổi tiếng nhất trong phim truyền hình            | Hậu duệ mặt trời                         | Đoạt giải | [ 263 ] [ 264 ] |
| 2016 | 52nd Baeksang Arts Awards                    | Giải thưởng Ngôi sao toàn cầu iQiyi                            | —                                        | Đoạt giải | [ 263 ] [ 264 ] |
| 2016 | Korean Consumer Forum Awards                 | Thương hiệu của năm của Hàn Quốc                               | —                                        | Đoạt giải | [ 265 ]         |
| 2016 | 11th Seoul International Drama Awards        | Nam diễn viên Hàn Quốc nổi bật nhất                            | Hậu duệ mặt trời                         | Đoạt giải | [ 266 ]         |
| 2016 | 5th APAN Star Awards                         | Daesang (Giải thưởng danh giá nhất)                            | Hậu duệ mặt trời                         | Đoạt giải | [ 267 ]         |
| 2016 | 5th APAN Star Awards                         | Nam diễn viên xuất sắc nhất trong phim ít tập                  | Hậu duệ mặt trời                         | Đề cử     | [ 267 ]         |
| 2016 | 5th APAN Star Awards                         | Cặp đôi đẹp nhất (với Song Hye-kyo)                            | Hậu duệ mặt trời                         | Đoạt giải | [ 267 ]         |
| 2016 | 5th APAN Star Awards                         | Giải thưởng ngôi sao APAN xuất sắc nhất                        | —                                        | Đoạt giải | [ 267 ]         |
| 2016 | 9th Korea Drama Awards                       | Daesang (Giải thưởng danh giá nhất)                            | Hậu duệ mặt trời                         | Đề cử     |                 |
| 2016 | 7th Korean Popular Culture and Arts Awards   | Giải thưởng của Tổng thống                                     | —                                        | Đoạt giải | [ 268 ]         |
| 2016 | 1st Asia Artist Awards                       | Nam diễn viên nổi tiếng nhất                                   | Hậu duệ mặt trời                         | Đề cử     |                 |
| 2016 | 30th KBS Drama Awards                        | Daesang (Giải thưởng danh giá nhất)                            | Hậu duệ mặt trời                         | Đoạt giải | [ 269 ] [ 270 ] |
| 2016 | 30th KBS Drama Awards                        | Giải thưởng xuất sắc hàng đầu, Nam diễn viên                   | Hậu duệ mặt trời                         | Đề cử     | [ 269 ] [ 270 ] |
| 2016 | 30th KBS Drama Awards                        | Giải thưởng xuất sắc hàng đầu, Nam diễn viên trong phim ít tập | Hậu duệ mặt trời                         | Đề cử     | [ 269 ] [ 270 ] |
| 2016 | 30th KBS Drama Awards                        | Cặp đôi đẹp nhất Châu Á (với Song Hye-kyo)                     | Hậu duệ mặt trời                         | Đoạt giải | [ 269 ] [ 270 ] |
| 2016 | 30th KBS Drama Awards                        | Giải thưởng của Cư dân mạng, Nam diễn viên                     | Hậu duệ mặt trời                         | Đề cử     | [ 269 ] [ 270 ] |
| 2016 | 30th KBS Drama Awards                        | Cặp đôi đẹp nhất (với Song Hye-kyo)                            | Hậu duệ mặt trời                         | Đoạt giải | [ 269 ] [ 270 ] |
| 2016 | Yahoo! Asia Buzz Awards                      | Giải thưởng Nghệ sĩ nổi tiếng Châu Á, Nam                      | —                                        | Đề cử     |                 |
| 2016 | Korean Producer Awards                       | Giải thưởng Trình diễn xuất sắc nhất                           | Hậu duệ mặt trời                         | Đoạt giải | [ 271 ]         |
| 2021 | 2021 Brand Of The Year                       | Actor Of The Year                                              | Vincenzo                                 | Đoạt giải |                 |
| 2021 | 2021 Brand Of The Year                       | Drama Of The Year                                              | Vincenzo                                 | Đoạt giải |                 |
| 2021 | Seoul International Drama Awards             | Nam diễn viên Hàn Quốc nổi bật nhất                            | Vincenzo                                 | Đoạt giải |                 |
| 2021 | Baeksang Arts Awards                         | Nam diễn viên xuất sắc nhất trong phim truyền hình             | Vincenzo                                 | Đề cử     |                 |
| 2021 | Asia Content Awards                          | Best Actor(TV)                                                 | Vincenzo                                 | Đoạt giải |                 |
| 2021 | 26th Chunsa Film Art Awards                  | Nam diễn viên chính xuất sắc nhất                              | Space Sweepers                           | Đoạt giải |                 |
| 2021 | 40th Blue Dragon Film Awards                 | Best Actor                                                     | Space Sweepers                           | Đề cử     |                 |
| 2022 | 8th APAN Star Awards                         | Daesang (Giải thưởng danh giá nhất)                            | Vincenzo                                 | Đoạt giải |                 |